# NGC 3643
NGC 3643 é uma galáxia espiral barrada (SB0-a) localizada na direcção da constelação de Leo. Possui uma declinação de +03° 00' 51" e uma ascensão recta de 11 horas, 21 minutos e 24,9 segundos.
A galáxia NGC 3643 foi descoberta em 22 de Março de 1865 por Albert Marth.

## Supernova
Em 21 de abril de 2020 foi detectada em NGC 3643 uma supernova tipo Ia, nomeada SN 2020hvf. A supernova foi descoberta pelo sistema de detecção de asteroides ATLAS. Em 22 de abril de 2020, SN 2020hvf apresentava magnitude absoluta de -15.0.